# Tibetano khams
Tibetano khams (em tibetano: ཁམས་སྐད; Wylie: Khams skad) é a Língua tibetana usada pela maioria das pessoas em Kham. Khams é um dos três ramos da classificação tradicional do tibetano (os outros dois sendo Tibetano amdo e o Ü-Tsang). Em termos de inteligibilidade mútua, um falante do khams poderia se comunicar em um nível básico com o ramo Ü-Tsang (incluindo o tibetano Lhasa).
Tanto o tibetano khams quanto o Lhasa tibetano evoluíram e não preservar os encontros consonantais iniciais nas palavras, o que os torna muito distantes do tibetano clássico, especialmente quando comparados ao mais conservador tibetano amdo.

## Distribuição
Tibetano Khams é falado em Kham, que agora está dividido entre a parte oriental da Região Autônoma do Tibete, a parte sul de Qinghai, a parte oeste de Sichuan e a parte noroeste de Yunnan, China.
Tibetano Khams também é falado por cerca de 1.000 pessoas em dois enclaves no leste do Butão, os descendentes de comunidades pastoris de pastores de iaques.

## Dialetos
Há 5 dialetos do Tibetano Khams:
- Khams Central, falado no municípios de Dêgê e Chamdo.
- Khams Sul, falado na Prefeitura Autônoma Tibetana de Diqing. Existem vários subdialetos devido ao terreno montanhoso, bem como línguas de contato para o comércio entre comunidades linguísticas vizinhas..
- Khams Norte-Nordeste, falado no condado de Nangqên e na prefeitura autônoma tibetana de Yushu
- Khams Leste, falado em Kangding
- Hor, ou 'Khams Oeste, falado em Nagqu Prefecture
- O dialeto de Gêrzê é por vezes considerado também como  Khams Oeste

Eles têm inteligibilidade mútua relativamente baixa, mas são próximos o suficiente para serem considerados uma única língua. Língua Khamba e Tseku | Tseku são mais divergentes, mas classificadas com Khams por Nicolas Tournadre (2013)..
A fonologia e os vocabulários dos dialetos Bodgrong, Dartsendo, d’Gudzong, Khyungpo (Khromtshang), Lhagang Rangakha, Sangdam, Sogpho, sKobsteng, sPomtserag, Tsharethong, e Yangthang dos dialetos de Tibetano Khamshave..

## Escrita
O Tibetano Kham usa o alfabeto tibetano.

## Fonologia

### Consoantes
|             |             | Labial | Alveolar | Retroflexa | Alveolo-palatal | Velar | Glotal |
| ----------- | ----------- | ------ | -------- | ---------- | --------------- | ----- | ------ |
| Nasal       | surda       | m̥      | n̥        |            | ɲ̊               | ŋ̊     |        |
| Nasal       | sonora      | m      | n        |            | ɲ               | ŋ     |        |
| Plosiva     | surda       | p      | t        |            |                 | k     | ʔ      |
| Plosiva     | aspirada    | pʰ     | tʰ       |            |                 | kʰ    |        |
| Plosiva     | sonora      | b      | d        |            |                 | ɡ     |        |
| Africada    | surda       |        | ts       | tʂ         | tɕ              |       |        |
| Africada    | aspirada    |        | tsʰ      | tʂʰ        | tɕʰ             |       |        |
| Africada    | sonora      |        | dz       | dʐ         | dʑ              |       |        |
| Fricativa   | surda       |        | s        | ʂ          | ɕ               | x     | h      |
| Fricativa   | aspirada    |        | sʰ       |            | ɕʰ              | xʰ    |        |
| Fricativa   | sonora      |        | z        |            | ʑ               | ɣ     |        |
| Aproximante | Aproximante | w      | ɹ        |            | j               |       |        |
| Lateral     | fricative   |        | ɬ        |            |                 |       |        |
| Lateral     | aproximante |        | l        |            |                 |       |        |

- /x, xʰ, ɣ/ antes das vogais anteriores /i, e, ø, ɛ/ são percebidas como fricativas palatais [ç, çʰ, ʝ] .
- As plosivas palatais /c, ɟ/ estão incluídas no inventário consonantal do dialeto dGudzong, mas esses sons podem incluir uma variante fonética plosiva velar palatalizada. As plosivas velares geralmente não incluem uma variante fonética de plosivas palatais. Essas duas séries, portanto, ainda são distintas, mas supõe-se que possam se fundir em velares em um futuro próximo.[9]
- /tʂ, tʂʰ, dʐ/ são ouvidos como plosivas [ʈ, ʈʰ, ɖ] no dialeto dGudzong da área rGyalrong.
- /ɬ/ também pode ser ouvido como um surda lateral [l̥], com a qual tem variação livre.[10]

### Vogais
|               | Anterior | Anterior | Posterior |
| ------------- | -------- | -------- | --------- |
| Fechada       | i        | i        | u         |
| Quase fechada | e        | ø        | o         |
| Quase aberta  | ɛ        | ɛ        |           |
| Aberta        | a        | a        | ɑ         |

- /i, u, o/ são realizados como sons [ɨ, ʉ, ʊ] antes de uma oclusiva glotal /ʔ/.[11]